# Колосови
Ко́лосови (рос. Колосовы) — присілок у складі Котельницького району Кіровської області, Росія. Входить до складу Спаського сільського поселення.
Населення становить 22 особи (2010, 36 у 2002).
Національний склад станом на 2002 рік — росіяни 100 %.